# Dromon

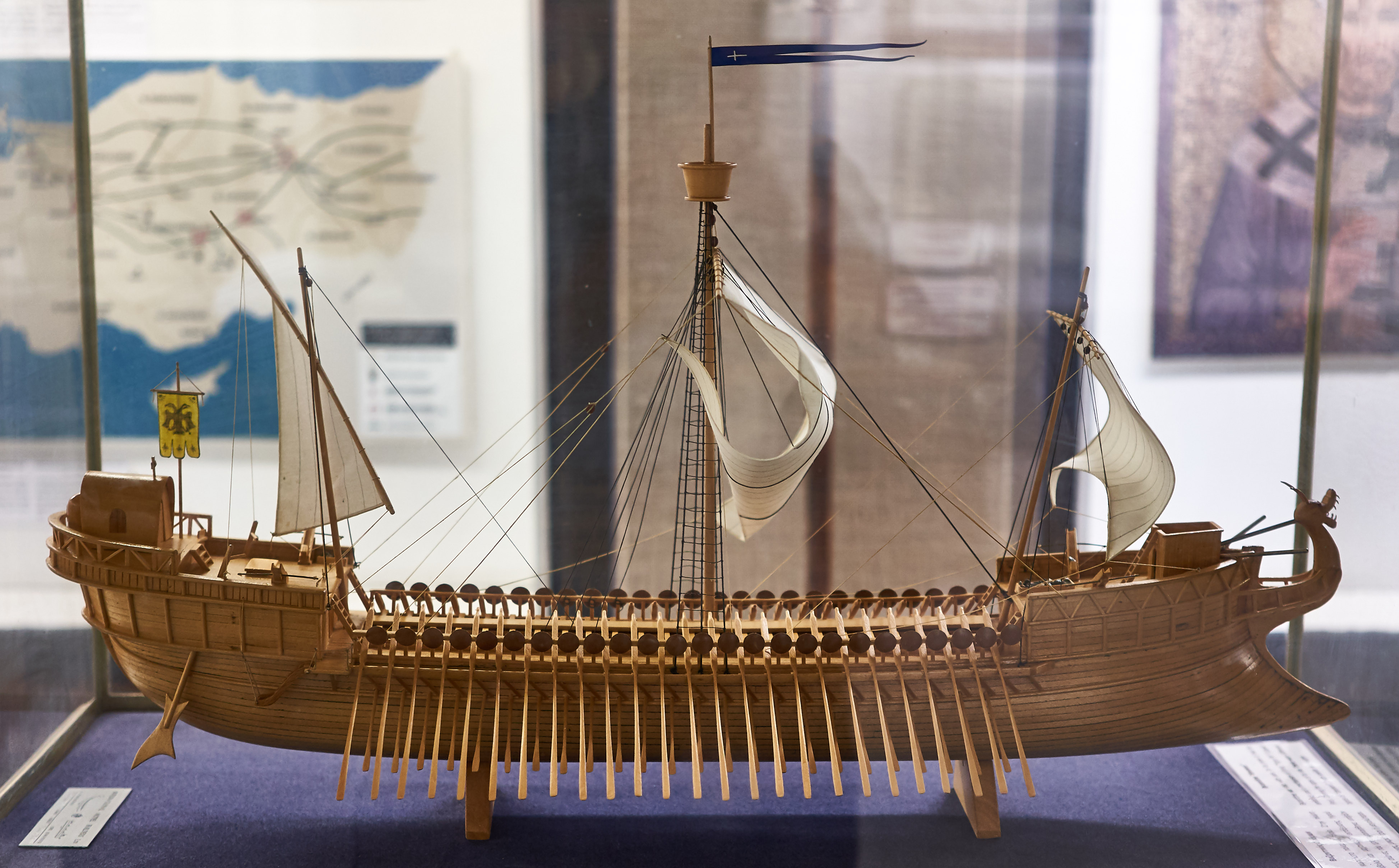
Maquette d'un dromon au musée de la Guerre d'Athènes.

Un dromon (du grec δρόμων / drómõn, « navire de course ») est un navire long, manœuvrant et rapide mû à la rame et voile et employé dans l'Empire byzantin du VIe au XIIe siècle. Ils furent indirectement développés à partir de la trière antique.

## Histoire
Le terme dromon devient courant à partir du VIe siècle en même temps que le terme dromonarioi qui désignait l’équipage mais qui finit par disparaître assez rapidement. Le mot dromonarioi est en effet remplacé par des termes plus précis : élatai (« matelots ») et ératai (« rameurs »). La première mention du terme dromon se trouve dans les chartes de Ravenne du Ve siècle, si l’on ne tient pas compte des mentions en latin. Même si le terme est parfaitement compris par les contemporains de Justinien, ce type de navire n'est pas encore très répandu avant le VIIe siècle. À partir du IXe siècle, le dromon est aussi désigné chelandion, surtout par la population.
Vers le début du XIIe siècle, le dromon est petit à petit remplacé par l’ousie puis par l’agrarion, qui semble désigner un bateau à voile sans rames, rond et de fort tonnage, qui devient alors la norme dans la marine de guerre byzantine ; toutefois le terme est toujours utilisé par Robert de Clari dans sa chronique sur la prise de Constantinople par les croisés en 1204 et désigne toujours un bateau rapide.

## Aspect et architecture
Les dromons pouvaient avoir différentes formes et tailles. Ils faisaient généralement entre 30 et 50 mètres de long et entre 5 et 7 mètres de large et pouvaient emporter jusqu’à 300 personnes (à la fois des soldats et des rameurs). Cependant, les dromons étaient répartis en trois classes de taille, les plus petits étant généralement dénommés monèria et les moyens galéia (ils n’avaient qu’un rang de rame mais étaient très rapides). Les plus grands dromons (appelés meizonès dromônés, chélandia mégala ou encore dynatôtéra) avaient deux rangs de rames mues par une centaine de rameurs et pouvaient emporter environ deux cents hommes d'équipage en plus.
Certains dromons avaient une tour centrale (xylokastron, « château de bois ») près du mât principal, à partir duquel des soldats pouvaient tirer des volées de flèches ou jeter des lances. Chez d'autres, le xylokastron était placé à la proue. La plupart des dromons étaient équipés de « lance-flammes » (syphonopho-rami) qui envoyaient le feu grégeois et de catapultes capables d’envoyer des projectiles de 50 kg à plus de 100 mètres. Beaucoup de dromons étaient aussi blindés avec des plaques de métal pour se protéger des éperonnages.
Dans le manuscrit de Jean Skylitzès, on trouve des représentations de dromons, mais elles ne sont pas descriptives et n'ont d'autre rôle que d'illustrer la narration. La seule certitude concernant leur aspect porte sur l'architecture des œuvres vives, grâce aux épaves trouvées dans le port de Yenikapı (en) lors de la construction de la station du même nom sur la ligne ferroviaire İstanbul-Halkalı (en). Concernant les œuvres mortes et le gréement, les descriptions d'époque sont interprétables, et il existe de nombreuses reconstitutions conjecturelles de différents modèles de dromons, sous forme de maquettes ou d'images dans divers ouvrages (par exemple d'Hélène Ahrweiler, Louis Bréhier et Georg Ostrogorsky) et musées (tel le Musée nautique du Pirée ou celui de Madrid) mais aucune ne recueille l'assentiment de l'ensemble des historiens et des spécialistes, et toutes sont contestées. 

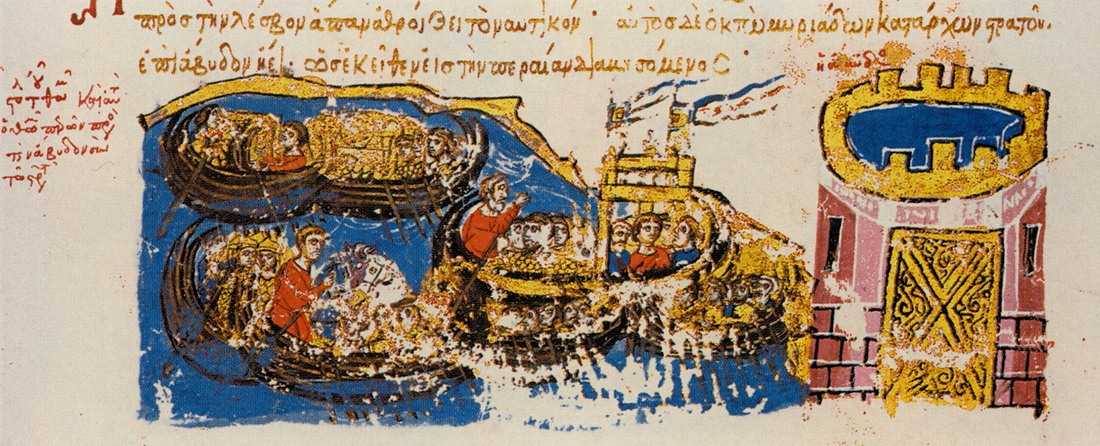
Dromons dans le manuscrit de Jean Skylitzès.
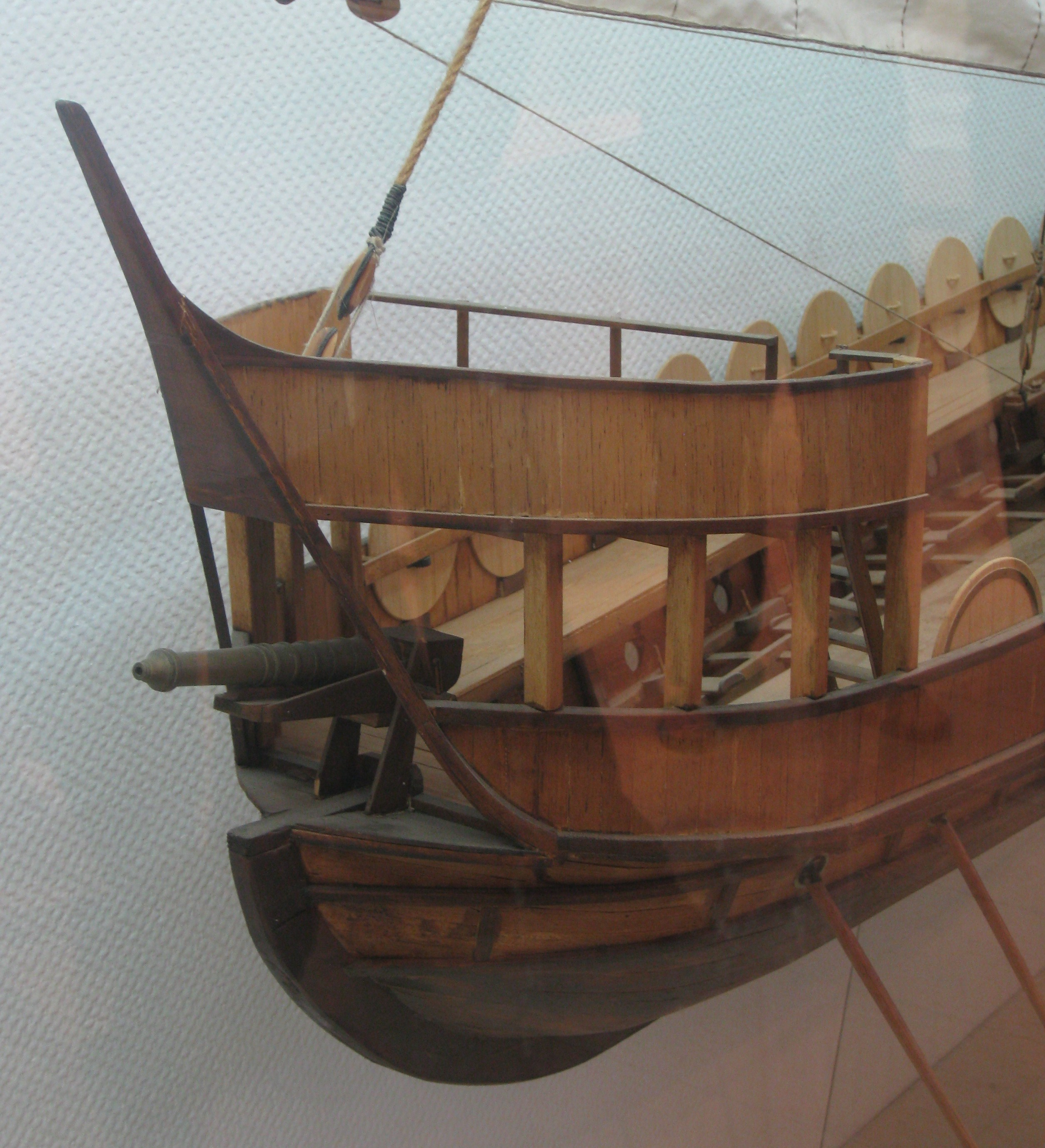
Maquette d'un dromon (proue) au Musée maritime de Haïfa.
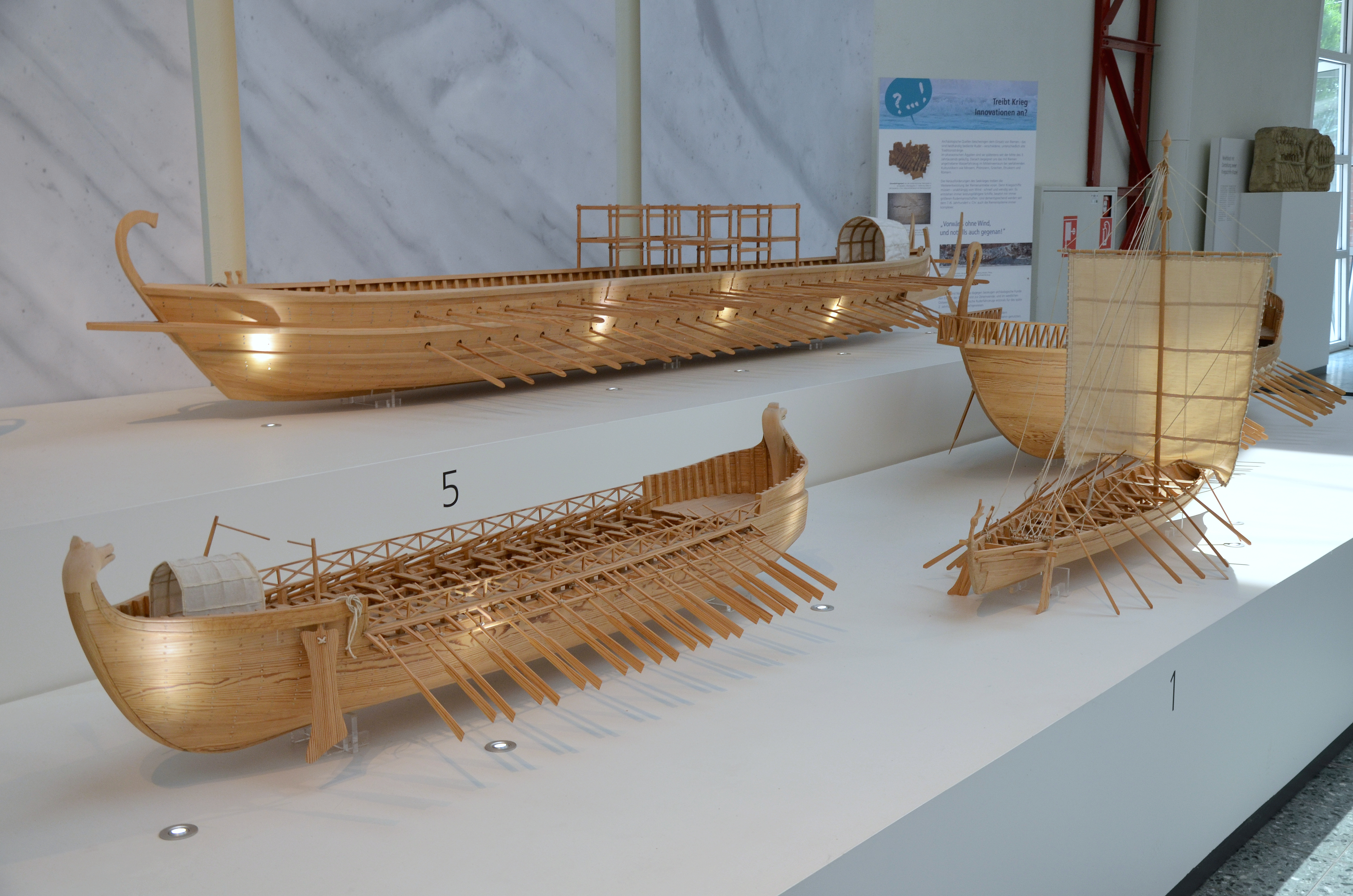
Maquette d'un dromon (n° 5 au premier plan) au Musée militaire de Mayence.
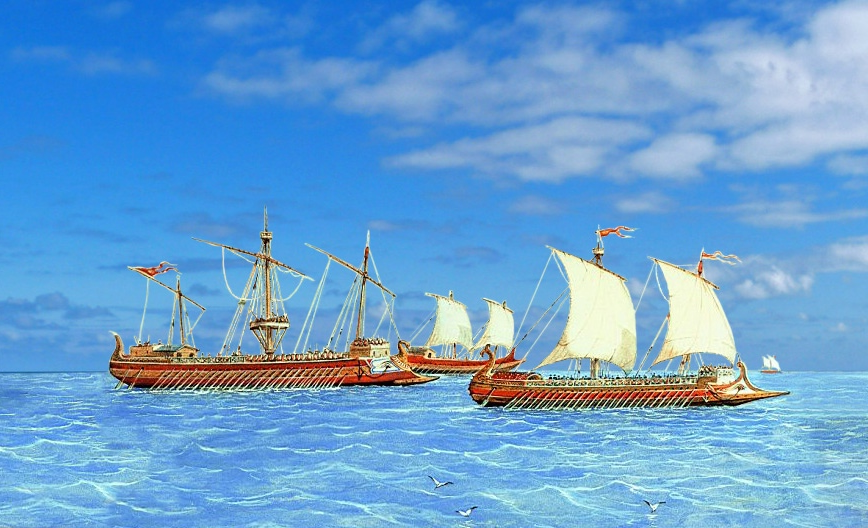
Divers dromons d'après Rafael Monleon, peintre du Musée nautique de Madrid.
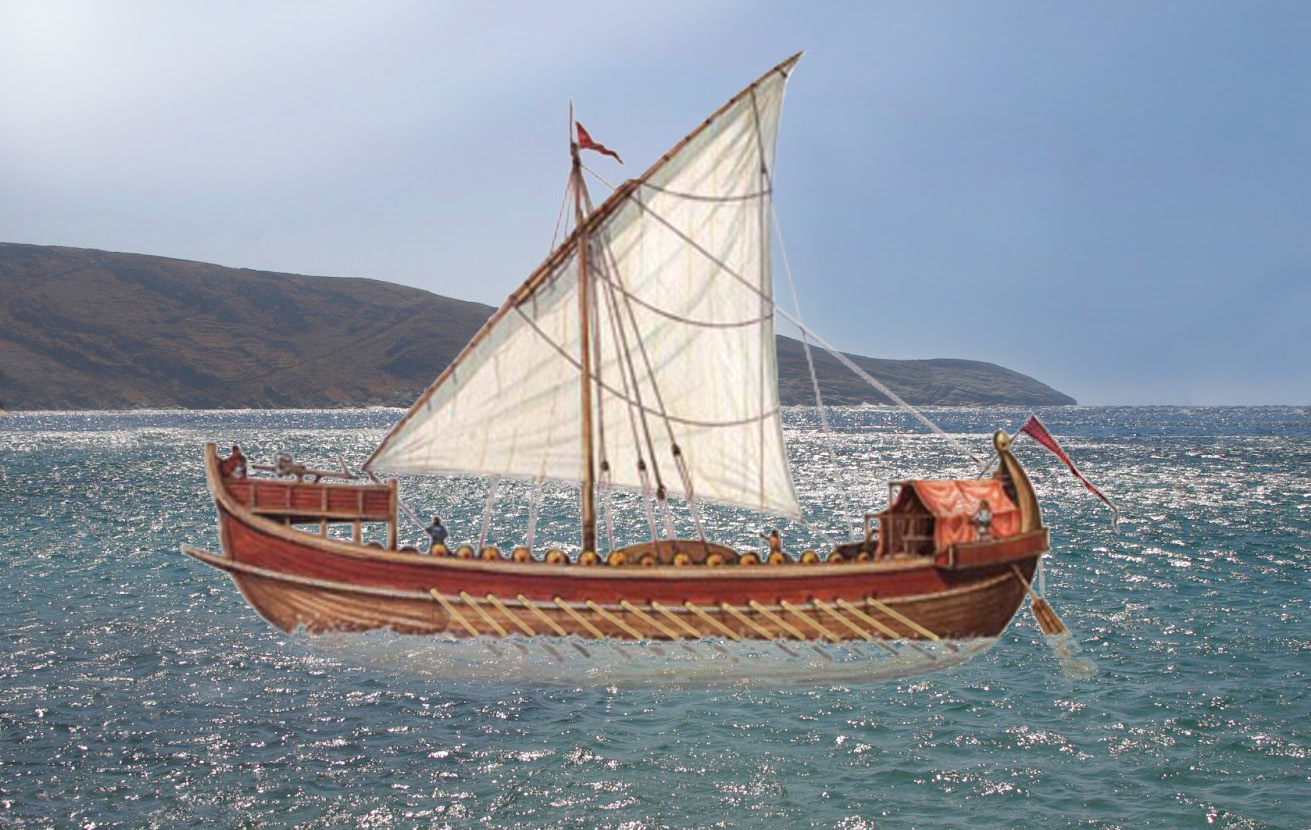
Petit dromon d'après les descriptions de l'empereur Léon VI le Sage.